# Jean-Chrétien-Ferdinand Hœfer
Pour l’article homonyme, voir Hoefer.
Jean-Chrétien-Ferdinand Hœfer, né Johann Christian Ferdinand Höfer le 21 avril 1811 à Döschnitz (Principauté de Schwarzbourg-Rudolstadt) et mort le 4 mai 1878 à Brunoy, est un médecin, lexicographe et écrivain français de naissance allemande.
Hœfer est aujourd’hui principalement connu pour ses travaux en histoire des sciences et par la Nouvelle Biographie générale en 37 volumes éditée par Firmin-Didot sous sa direction.

## Biographie
D’abord destiné à l’état ecclésiastique, Hœfer commença ses études sous la direction du pasteur de son village et au gymnase de Rudolstadt. Une fois ses études secondaires finies, il entreprit un voyage à pied en Allemagne, en Hollande et en Belgique. Arrivé à Lille au mois de juillet 1830, et se trouvant sans ressources, il s’engagea, comme volontaire, dans le régiment étranger d'Hohenlohe, alors en garnison à Marseille, et rejoignit en tant que volontaire le corps d’occupation de la Morée.
Après le licenciement du régiment, en mars 1831, il revint en France et fut attaché aux collèges de Nantua, de Saint-Étienne et de Roanne comme enseignant. Chargé de traduire en français la Critique de la raison pure de Kant pour Victor Cousin, il devint ensuite son secrétaire et l’aida dans ses travaux jusqu’en 1836, avant de se séparer de lui avec un certain éclat, à propos d’un passage du Sic et Non d’Abélard.
Au milieu de ces fonctions, Hœfer donnait des leçons particulières, fournissait de nombreux articles de science et de critique aux Annales d’anatomie et de physiologie, à l’Encyclopédie catholique, à l’Interprète, dont il avait la rédaction en chef, etc., et suivait les cours de la Faculté de médecine. Reçu docteur le 30 janvier 1840, avec une thèse sur la Chlorose, il exerça quelque temps dans les quartiers les plus populeux de Paris, puis reçut de la part du gouvernement la mission d’aller étudier en Allemagne, en 1843, l’enseignement de la médecine, et en 1846, l’enseignement de l’économie rurale. Ses deux Rapports furent insérés l’un dans le Moniteur, l’autre dans le Journal de l’instruction publique.
Décoré de la Légion d’honneur le 6 mai 1846, Hœfer, fut naturalisé français le 28 mars 1848. En 1851, il fut chargé par les frères Didot de diriger leur Nouvelle biographie universelle concurrente de la Biographie universelle de Michaud, qui, après avoir perdu un long procès intenté par les propriétaires de l’ancienne Biographie universelle accusant Hœfer de plagiat, prit le titre définitif de Nouvelle biographie générale (1851-1866, tomes I-XLVI, in-8°). Il a personnellement rédigé de nombreux articles, dont ceux d’Alexandre, Aristote, César, Christophe Colomb, Descartes, Érasme, Frédéric Ier, Herschel, etc. de cette Biographie qu’ultérieurement, le Dictionnaire de biographie française de Roman d’Amat concurrencera au XXe siècle, avec l’ouvrage de Michaud.
Hœfer a encore publié : Éléments de chimie générale (1841, in-8o), d’après la classification des corps par familles : Histoire de la chimie (184-1843, 2 vol. in-8o ; 2e édit. 1867-1869, 2 vol. in-8o) traduite en plusieurs langues ; Nomenclature et classification chimiques (1845, in-12) ; Dictionnaire de chimie et de physique (1846, in-12; 3e édit., 1857) ; Dictionnaire de médecine pratique (1847, in-12) ; Dictionnaire de botanique (1850, in-12) ; le Maroc et la Chaldée, l’Assyrie, etc. (1848 et 1852, dans la collection de l’Univers pittoresque) ; deux Mémoires sur les tremblements de terre et sur les ruines de Ninive, dont il combattait l’authenticité (1851) : la Chimie enseignée par la biographie de ses fondateurs (1865, in-18) ; le Monde des bois (1867, gr. in-8o), et les Saisons, études de la nature, (même année, in-18, avec grav.), etc. Il a traduit l’Économique d’Aristote (1843), publiée en français pour la première fois ; la Bibliothèque historique de Diodore de Sicile (1846, 4 vol. in-12) ; les Tableaux de la nature (1850, 2 vol. in-8o), de Humboldt ; le Traité de chimie de Berzelius (1845-1850, 6 vol. in-8o). On lui doit aussi toute une série de volumes plus élémentaires sur l’histoire des sciences : Histoire de la chimie et de la physique (1872, in-8°) ; Histoire de la botanique, de la minéralogie et de la géologie (1872; in-18) ; Histoire de la zoologie (1873, in-18) ; Histoire de l’astronomie (1873, in-18) ; Histoires des mathématiques (1874, in-18).

## Publications
- Éléments de chimie générale, 1841.
- Histoire de la chimie, 1842-43.
- Annuaire de chimie comprenant les applications de cette science à la médecine et à la pharmacie : ou répertoire des découvertes et des nouveaux travaux en chimie faits dans les diverses parties de l'Europe (avec Eugène Millon et Jules Reiset), Paris, Jean-Baptiste Baillière, 1845 (lire en ligne).
- Dictionnaire de chimie et de physique, 1846.
- Dictionnaire de médecine pratique, 1847.
- Dictionnaire de botanique, 1850.
- Le Maroc et la Chaldée, 1848.
- Nouvelle Biographie générale : en 37 volumes éditée par Firmin-Didot sous sa direction, 1854-1866, Paris, Firmin Didot frères, 1854-1886 (lire en ligne).
- La Chimie enseignée par la biographie de ses fondateurs : R. Boyle, Lavoisier, Priestley, Scheele, Davy, etc., Paris, Librairie de L. Hachette et Cie, 1865, 322 p. (lire en ligne sur Gallica).
- Le Monde des bois, 1867.
- Les Saisons, 1867-1869.
- L’Homme devant ses œuvres, 1872.
- Histoire de la botanique, de la minéralogie et de la géologie : depuis les temps les plus reculés jusqu'à nos jours, Paris, Hachette, 1872 (lire en ligne sur Gallica).
- Histoire de la physique et de la chimie : depuis les temps les plus reculés jusqu'à nos jours, Paris, Hachette, 1872 (lire en ligne sur Gallica).
- Histoire de l’astronomie : depuis les temps les plus reculés jusqu'à nos jours, Paris, Hachette, 1873 (lire en ligne sur Gallica).
- Histoire de la zoologie : depuis les temps les plus reculés jusqu'à nos jours, Paris, Hachette, 1873 (lire en ligne sur Gallica).
- Histoire des mathématiques : depuis leurs origines jusqu'au commencement du XIXe siècle, Paris, Hachette, 1874 (lire en ligne sur Gallica).
- avec Georges Cuvier, Alexander von Humboldt, Pierre Flourens et Charles Lyell, Discours sur les révolutions du globe avec des notes et un appendice d'après les travaux récents de MM. de Humboldt, Flourens, Lyell, Lindley, etc. rédigés par le Dr Hœfer, Paris, Firmin-Didot et Cie, 1879, texte en ligne disponible sur LillOnum.